# 15566 Elizabethbaker
15566 Elizabethbaker è un asteroide della fascia principale. Scoperto nel 2000, presenta un'orbita caratterizzata da un semiasse maggiore pari a 2,2645810 UA e da un'eccentricità di 0,1399670, inclinata di 2,33169° rispetto all'eclittica.